# Mungong
Mungong (ou Ngong) est une localité du Cameroun située dans l'arrondissement de Fonfuka, le département du Boyo et la Région du Nord-Ouest, à proximité de la frontière avec le Nigeria. Elle fait partie de l'arrondissement de Bum.

## Population
Lors du recensement de 2005, 1 013 personnes y étaient dénombrées.
On y parle un dialecte du ncane, une langue béboïde de l'Est. Il est parfois désigné sous le nom de « mungong », car on ne le parle que dans ce village.
Une étude locale de 2012 a estimé la population à 7 000 personnes.